# Guy Revell
Guy John Revell (ur. 2 sierpnia 1941 w Toronto, zm. 11 marca 1981 w Coquitlam) – kanadyjski łyżwiarz figurowy, startujący w parach sportowych z Debbi Wilkes. Wicemistrz olimpijski z Innsbrucka (1964), brązowy medalista mistrzostw świata (1964), mistrz Ameryki Północnej (1963) oraz dwukrotny mistrz Kanady (1963, 1964). Następnie trener łyżwiarstwa figurowego.

## Życiorys
Wilkes i Revell poznali się na Unionville Skating Carnival w 1958 roku i zostali mistrzami Kanady juniorów w pierwszym wspólnym sezonie startów, w 1959 roku. Byli uważani za innowatorów konkurencji par sportowych m.in. prezentowali loopowe podwójne podnoszenie twistowe. Wilkes i Revell osiągali sukcesy w konkurencji par sportowych pomimo niestandardowej różnicy w ich wzroście (zazwyczaj partner jest dużo wyższy od partnerki), Wilkes była wyższa od Revella.
W 1963 roku tuż przed mistrzostwami świata Wilkes doznała poważnej kontuzji po upadku na parkingu, gdzie Revell upuścił ją z wysokiego podnoszenia podczas pozowania fotoreporterom. W 1964 roku zdobyli srebrny medal olimpijski mając jedynie 17 i 21 lat przez co stali się najmłodszą kanadyjską parą, która zdobyła medal na igrzyskach Pierwotnie zakończyli zawody olimpijskie na miejscu trzecim. Kilka lat później Międzynarodowy Komitet Olimpijski oficjalnie odebrał reprezentantom RFN, parze Marika Kilius / Hans-Jürgen Bäumler ich srebrne medale olimpijskie, ponieważ podpisali oni profesjonalny kontrakt tuż przed igrzyskami, przez co Wilkes i Revell otrzymali medal srebrny. W 1987 roku komitet wycofał oskarżenia przeciwko reprezentantom RFN, a wyniki zweryfikowano przyznając dwa srebrne medale – dla RFN i Kanady, brąz Amerykanom. Wyniki uznano za oficjalne dopiero w 2014 roku.
Po zakończeniu kariery sportowej przez kilka lat występował w rewii Ice Capades i pracował jako trener łyżwiarstwa figurowego w Vancouver. W 1981 roku Revell popełnił samobójstwo. Miał 39 lat.

## Osiągnięcia

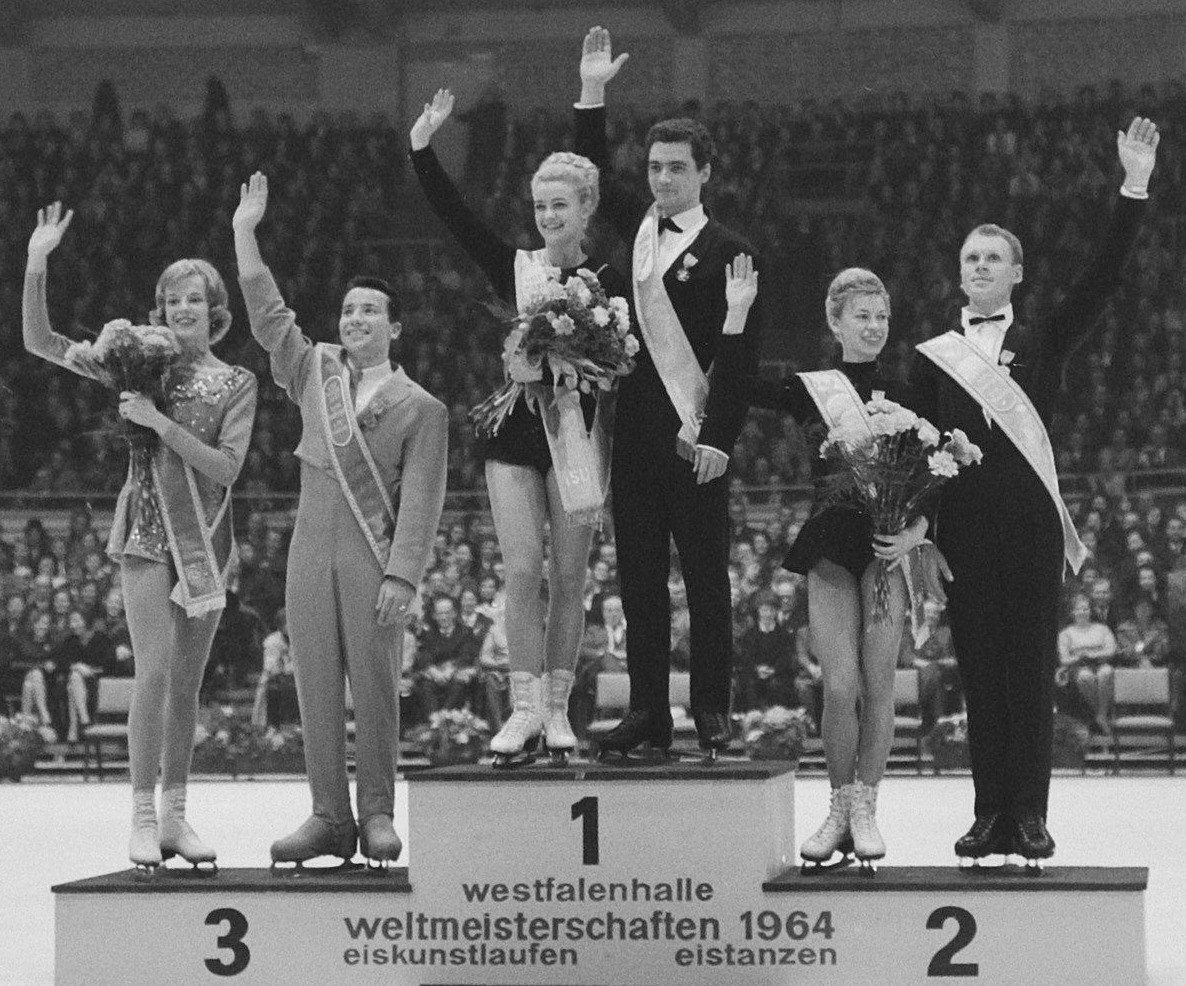
Od lewej, Wilkes i Revell, Kilius i Bäumler, Biełousowa i Protopopow na podium mistrzostw świata 1964

Z Debbi Wilkes
| Zawody                        | 1959           | 1960           | 1961           | 1962           | 1963           | 1964           |                |                |                |                |                |                |                |                |                |                |                |
| Międzynarodowe                | Międzynarodowe | Międzynarodowe | Międzynarodowe | Międzynarodowe | Międzynarodowe | Międzynarodowe | Międzynarodowe | Międzynarodowe | Międzynarodowe | Międzynarodowe | Międzynarodowe | Międzynarodowe | Międzynarodowe | Międzynarodowe | Międzynarodowe | Międzynarodowe | Międzynarodowe |
| ----------------------------- | -------------- | -------------- | -------------- | -------------- | -------------- | -------------- | -------------- | -------------- | -------------- | -------------- | -------------- | -------------- | -------------- | -------------- | -------------- | -------------- | -------------- |
| Igrzyska olimpijskie          |                |                |                |                |                | 2              |                |                |                |                |                |                |                |                |                |                |                |
| Mistrzostwa świata            |                | 11             |                | 4              | WD             | 3              |                |                |                |                |                |                |                |                |                |                |                |
| Mistrzostwa Ameryki Północnej |                |                |                |                | 2              |                |                |                |                |                |                |                |                |                |                |                |                |
| Krajowe                       |                |                |                |                |                |                |                |                |                |                |                |                |                |                |                |                |                |
| Mistrzostwa Kanady            | 1 J            | 3              | 3              | 3              | 1              | 1              |                |                |                |                |                |                |                |                |                |                |                |

## Nagrody i osiągnięcia
- Galeria Sławy Skate Canada – 2001[2]